# Galerius Peak
Der Galerius Peak (englisch; bulgarisch връх Галерий wrach Galerij) ist ein 1000 m hoher und vereister Berg, der das nördliche Ende der Lassus Mountains auf der Alexander-I.-Insel westlich der Antarktischen Halbinsel bildet. Er ragt 3,28 km ostnordöstlich des Vittoria Buttress, 7,4 km südöstlich des Mount Holt, 6 km südwestlich des Mount Braun und 3,53 km nördlich des Mount Wilbye auf. Der Iliew-Gletscher liegt westlich, der Palestrina-Gletscher nördlich und der McManus-Gletscher östlich von ihm.
Britische Wissenschaftler kartierten ihn 1971. Die bulgarische Kommission für Antarktische Geographische Namen benannte ihn 2017 nach dem in Thrakien geborenen römischen Kaiser Galerius (250–311), der 311 durch sein Toleranzedikt das Ende der Christenverfolgungen im Römischen Reich eingeleitet hatte.